# Paleozoico
Na escala de tempo geológico, o Paleozoico (pré-AO 1990: Paleozóico) é a primeira das três eras geológicas do éon Fanerozoico, que começou em 538,8 milhões e terminou em 251,9 milhões de anos, aproximadamente. A era Paleozoica sucede a era Neoproterozoica do éon Proterozoico e precede a era Mesozoica de seu éon. Divide-se nos períodos Cambriano, Ordoviciano, Siluriano, Devoniano, Carbonífero e Permiano, do mais antigo para o mais recente. Algumas escalas de tempo geológicas dividem o Paleozoico informalmente em sub-eras iniciais e tardias: o Paleozoico Inferior consistindo no Cambriano, Ordoviciano e Siluriano; o Paleozoico Superior consistindo no Devoniano, Carbonífero e Permiano.
O nome foi usado pela primeira vez por Adam Sedgwick (1785-1873) em 1838 para descrever os períodos Cambriano e Ordoviciano. Foi redefinido por John Phillips (1800–1874) em 1840 para cobrir os períodos Cambriano ao Permiano. O nome desta era tem origem no grego palaios (παλαιός), "velho" e zoe (ζωή), "vida", significando "vida antiga".
O Paleozoico foi uma época de dramáticas mudanças geológicas, climáticas e evolutivas. O Cambriano testemunhou a diversificação da vida mais rápida e generalizada na história da Terra, conhecida como a Explosão Cambriana, na qual a maioria dos filos modernos apareceu pela primeira vez. Artrópodes, moluscos, peixes, anfíbios, répteis e sinapsídeos evoluíram durante o Paleozoico. A vida começou no oceano, mas acabou por fazer a transição para a terra, e no final do Paleozoico, grandes florestas de plantas primitivas cobriam os continentes, muitas das quais formavam as camadas de carvão da Europa e do leste da América do Norte. No final da era, grandes e sofisticados sinapsídeos e diápsidos eram dominantes e as primeiras plantas modernas (coníferas) apareceram.
A era Paleozoica terminou com o maior evento de extinção do éon Fanerozoico, o evento de Extinção do Permiano-Triássico. A extinção no final do Permiano, há cerca de 252 milhões de anos, foi a maior da história da Terra, eliminando até 96% das espécies marinhas e 70% das terrestres. Pesquisas recentes indicam que esse evento foi causado por erupções vulcânicas massivas nos Trapps Siberianos, que liberaram grandes quantidades de dióxido de carbono (CO₂) na atmosfera. Esse aumento abrupto de CO₂ causou aquecimento global, acidificação dos oceanos e anoxia (falta de oxigênio) nas águas marinhas, condições que contribuíram significativamente para a extinção em massa. Os efeitos desta catástrofe foram tão devastadores que a vida terrestre levou 30 milhões de anos para se recuperar, na era Mesozoica. A recuperação da vida no mar pode ter sido muito mais rápida.

## Geologia

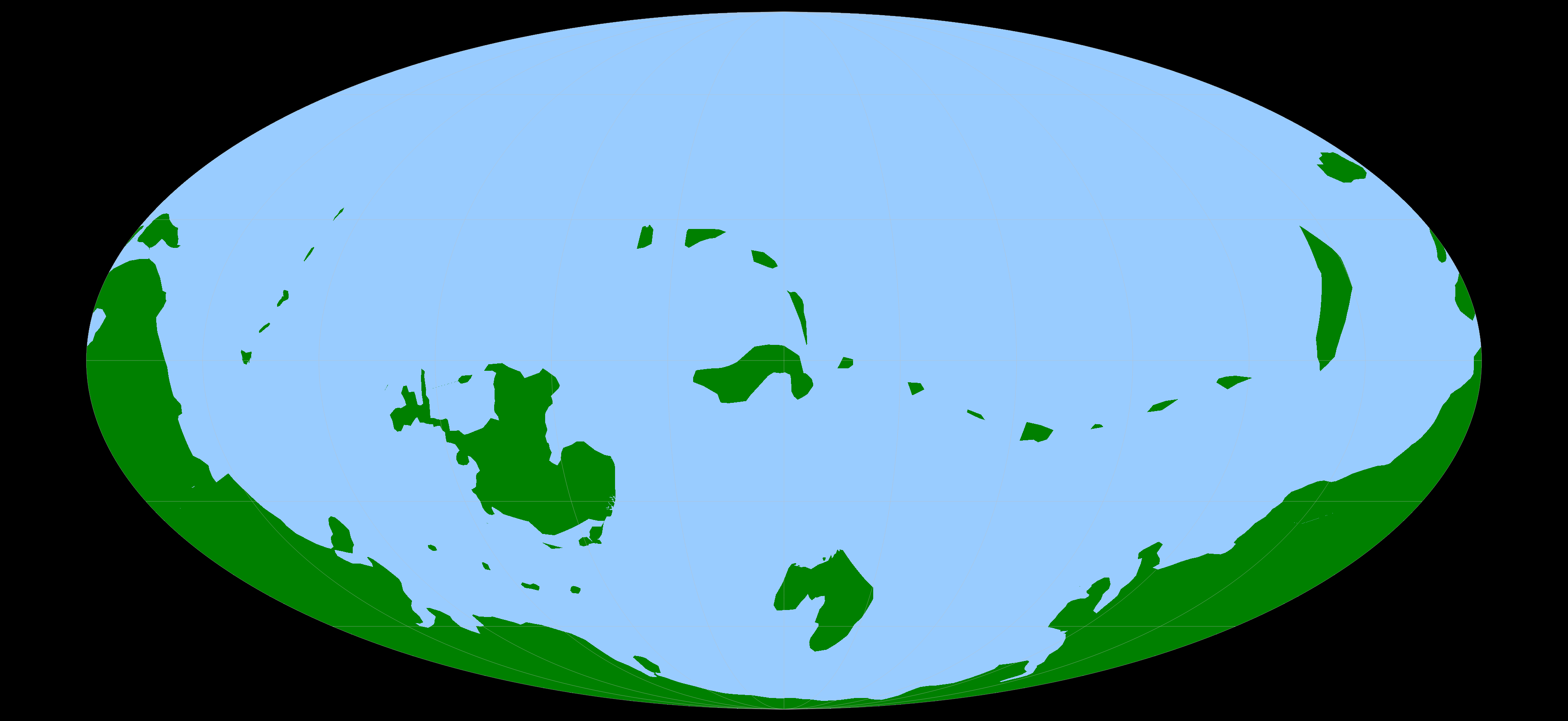
Representação da geografia física da Terra, há 510 milhões de anos, no Cambriano, o primeiro período desta era.

O início da era Paleozoica testemunhou a dissolução do supercontinente Panótia e terminou enquanto o supercontinente Pangeia estava se formando. A dissolução da Panótia começou com a abertura do oceano Jápeto e de outros mares cambrianos e coincidiu com um aumento dramático no nível do mar. Estudos paleoclimáticos e evidências de geleiras indicam que a África Central estava provavelmente nas regiões polares durante o início do Paleozoico. A divisão da Panótia foi seguida pela montagem do enorme continente Gondwana (510 milhões de anos atrás). Em meados do Paleozoico, a colisão da América do Norte e da Europa produziu as elevações Acadiano-Caledonianas e uma placa de subducção elevou o leste da Austrália. No final do Paleozoico, as colisões continentais formaram o supercontinente da Pangeia e criaram grandes cadeias de montanhas, incluindo os Apalaches, os Montes Urais e as montanhas da Tasmânia.

## Clima

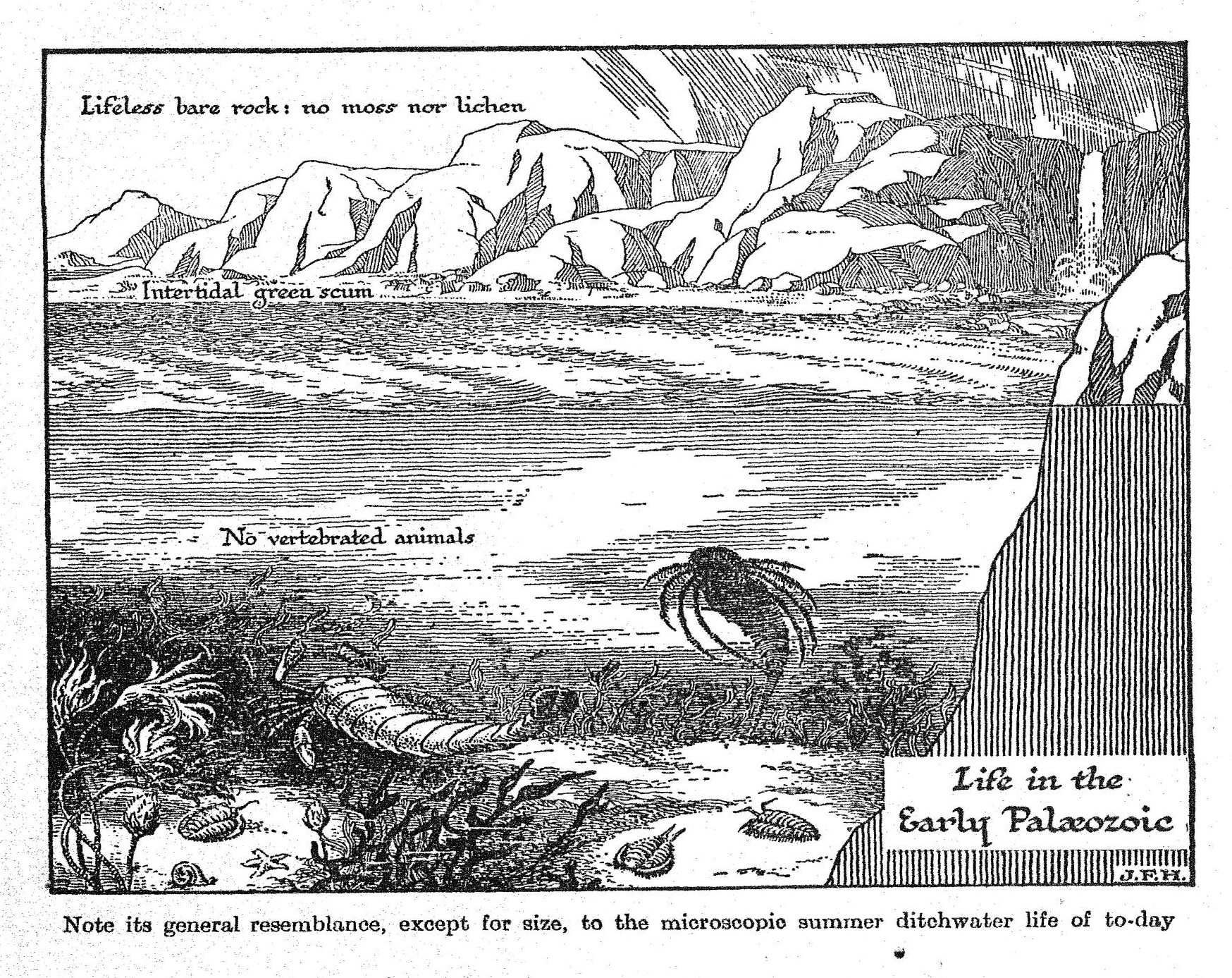
Vida no início do Paleozoico.

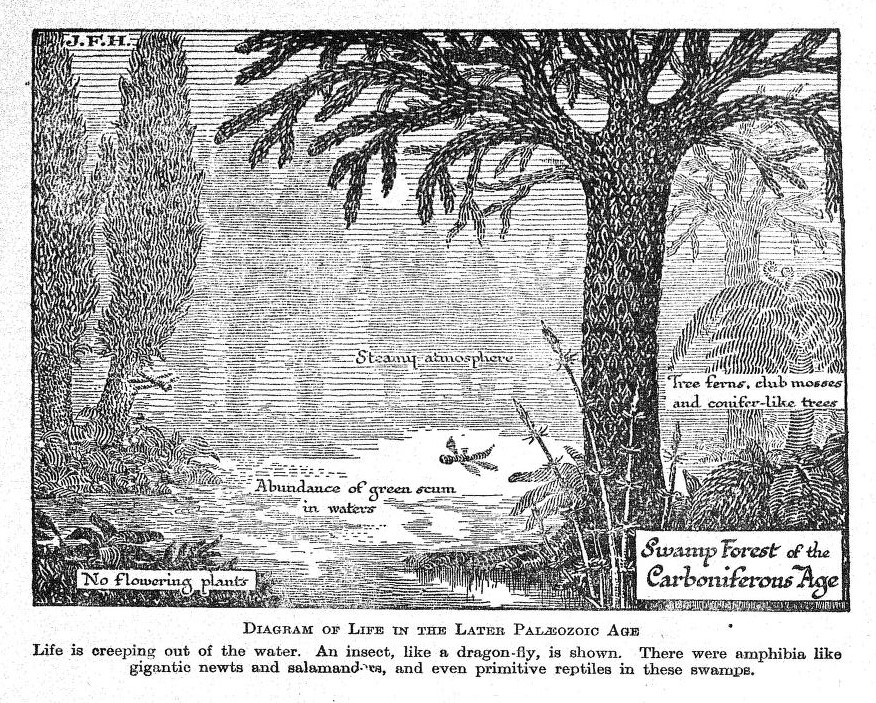
Floresta pantanosa no Carbonífero.

O clima do início do Cambriano foi provavelmente moderado no início, tornando-se mais quente ao longo do Cambriano, à medida que se iniciava a segunda maior subida do nível do mar sustentada no Fanerozoico. No entanto, como que para compensar esta tendência, Gondwana deslocou-se para sul, de modo que, no período Ordoviciano, a maior parte do Gondwana Ocidental (África e América do Sul) ficava diretamente sobre o Polo Sul.
O clima do Paleozoico inicial era fortemente zonal, com o resultado de que o "clima", num sentido abstrato, tornou-se mais quente, mas o espaço vital da maioria dos organismos da época–o ambiente marinho da plataforma continental–tornou-se cada vez mais frio. No entanto, a Báltica (Norte da Europa e Rússia) e Laurência (Leste da América do Norte e Groenlândia) permaneceram na zona tropical, enquanto a China e a Austrália situavam-se em águas pelo menos temperadas. O início do Paleozoico terminou, de forma bastante abrupta, com a curta, mas aparentemente severa, era glacial do final do Ordoviciano. Este período de frio causou a segunda maior extinção em massa do éon Fanerozoico, com o tempo, o clima mais quente mudou para a Era Paleozoica.
O Ordoviciano e o Siluriano foram períodos de estufa quente, com os níveis do mar mais elevados do Paleozoico (200 m acima dos atuais); o clima quente foi interrompido apenas por um período frio de 30 milhões de anos, a glaciação do Paleozoico Inferior, culminando na glaciação Hirnantina, 445 milhões de anos atrás, no final do Ordoviciano.
O Paleozoico Médio foi uma época de considerável estabilidade. O nível do mar caiu coincidentemente com a era glacial, mas se recuperou lentamente ao longo do Siluriano e do Devoniano. A lenta fusão da Báltica e da Laurência e o movimento de pedaços do Gondwana para norte criaram numerosas novas regiões de fundo marinho raso e relativamente quente. À medida que as plantas se instalaram nas margens continentais, os níveis de oxigênio aumentaram e o dióxido de carbono diminuiu, embora de forma muito menos dramática. O gradiente de temperatura norte-sul também parece ter moderado, ou a vida dos metazoários simplesmente se tornou mais resistente, ou ambos. De qualquer forma, as margens continentais do extremo sul da Antártida e do Gondwana Ocidental tornaram-se cada vez menos áridas. O Devoniano terminou com uma série de pulsos de renovação que mataram grande parte da vida dos vertebrados do Paleozoico Médio, sem reduzir visivelmente a diversidade geral de espécies.
Há muitas perguntas sem resposta sobre o final do Paleozoico. O Mississipiano (início do período Carbonífero) começou com um aumento no oxigênio atmosférico, enquanto o dióxido de carbono despencou para novos mínimos. Isto desestabilizou o clima e levou a uma, e talvez duas, eras glaciais durante o Carbonífero. Estas foram muito mais severas do que a breve era glacial do Ordoviciano Superior; mas, desta vez, os efeitos na biota mundial foram inconsequentes. Na época Cisuraliana, tanto o oxigênio quanto o dióxido de carbono haviam se recuperado para níveis mais normais. Por outro lado, a montagem da Pangeia criou enormes áreas interiores áridas, sujeitas a temperaturas extremas. A época Lopingiana está associada à queda do nível do mar, ao aumento do dióxido de carbono e à deterioração climática geral, culminando na devastação da extinção do Permiano.

## Flora

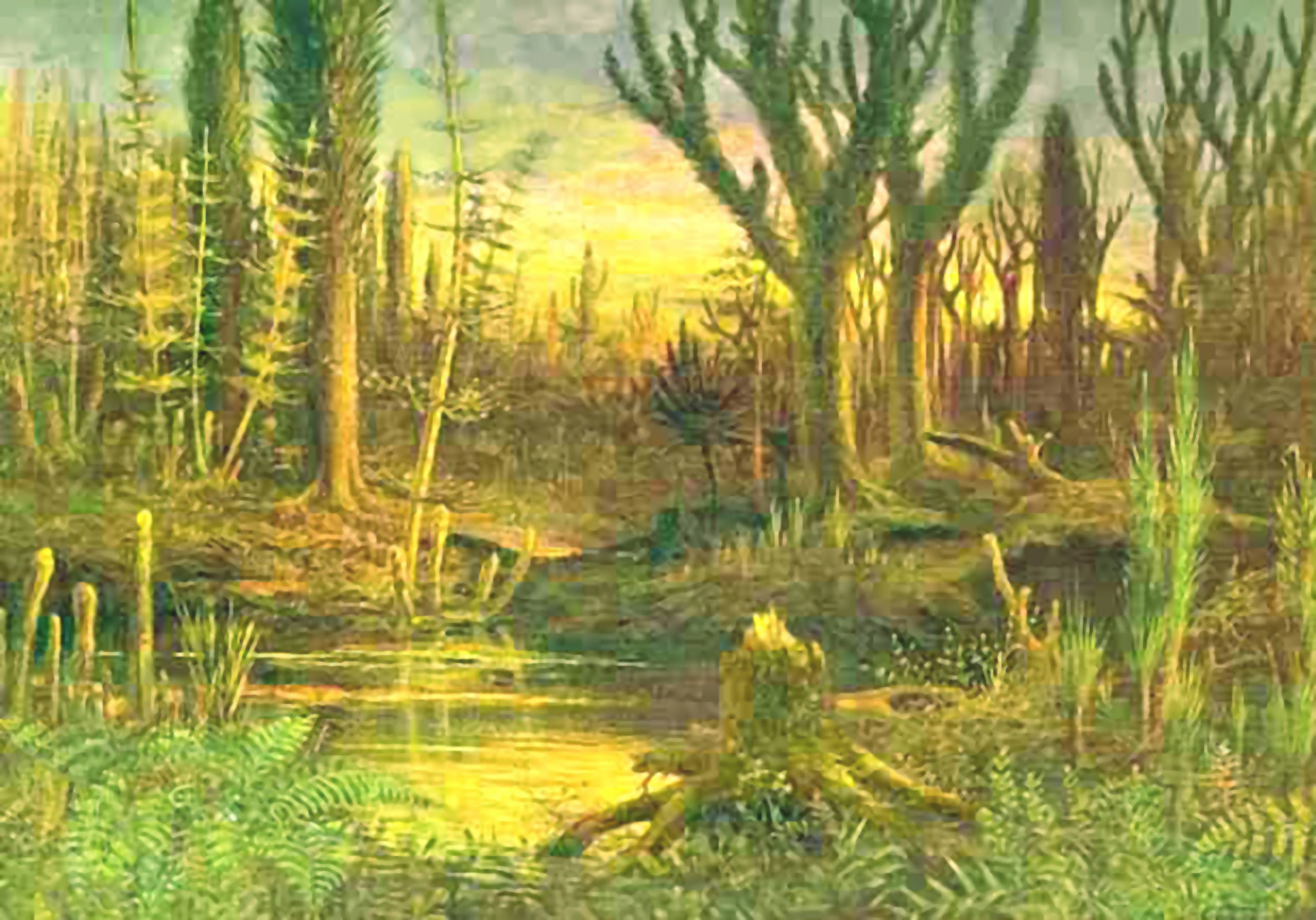
A impressão artística das primeiras plantas terrestres.

Embora a vida vegetal macroscópica tenha surgido no início da era Paleozoica e possivelmente no final da era Neoproterozoica do éon anterior, as plantas permaneceram principalmente aquáticas até o Período Siluriano, cerca de 420 milhões de anos atrás, quando começaram a fazer a transição para a terra seca. A flora terrestre atingiu seu clímax no Carbonífero, quando imponentes florestas tropicais de licopsídeos dominaram o cinturão tropical da Euramérica. As mudanças climáticas causaram o Colapso da Floresta Tropical Carbonífera, que fragmentou este habitat, diminuindo a diversidade da vida vegetal no final dos períodos Carbonífero e Permiano.

## Fauna
Uma característica notável da vida paleozoica é o súbito aparecimento de quase todos os filos de animais invertebrados em grande abundância no início do Cambriano. Os primeiros vertebrados surgiram na forma de peixes primitivos, que se diversificaram bastante nos períodos Siluriano e Devoniano. Os primeiros animais a se aventurarem em terra firme foram os artrópodes. Alguns peixes tinham pulmões e barbatanas ósseas poderosas que, no final do Devoniano, há 367,5 milhões de anos, lhes permitiam rastejar até à terra. Os ossos das barbatanas eventualmente evoluíram para pernas e eles se tornaram os primeiros tetrápodes, há 390 milhões de anos, e começaram a desenvolver pulmões. Os anfíbios foram os tetrápodes dominantes até meados do Carbonífero, quando as alterações climáticas reduziram enormemente a sua diversidade. Mais tarde, os répteis prosperaram e continuaram a aumentar em número e variedade no final do período Permiano.
A fauna marinha paleozoica era notavelmente carente de predadores em relação aos dias atuais. Os predadores representavam cerca de 4% da fauna nas assembleias paleozoicas, enquanto representavam 17% das assembleias temperadas do Cenozoico e 31% das tropicais. Os animais da infauna representavam 4% das comunidades paleozoicas de substrato mole, mas cerca de 47% das comunidades cenozoicas. Além disso, o Paleozoico tinha muito poucos animais com mobilidade facultativa que pudessem facilmente se ajustar às perturbações, com tais criaturas compondo 1% de suas assembleias, em contraste com 50% nas assembleias de fauna do Cenozoico. Animais imóveis e livres do substrato, extremamente raros no Cenozoico, eram abundantes no Paleozoico.

## Microbiota
Em geral, o fitoplâncton paleozoico era pobre em nutrientes e adaptado a condições ambientais pobres em nutrientes, esta pobreza nutricional do fitoplâncton foi citada como uma explicação para a biodiversidade relativamente baixa do Paleozoico.